# Mark Kratzmann
Mark Edward Kratzmann (Murgon, Queensland, 17 de maig de 1966) és un tennista australià retirat. El seu germà Andrew també fou tennista professional i van disputar diversos partits fent parella.
En el seu palmarès hi ha divuit títols de dobles masculins, tot i que destaca haver disputat una final de Grand Slam a l'Open d'Austràlia l'any 1989. Va arribar a ocupar el cinquè lloc del rànquing de dobles mundial l'any 1990, i també el 50è lloc en categoria individual. Va formar part de l'equip australià de Copa Davis disputant només tres partits de dobles.
Va aconseguir resultats extraordinaris en categoria júnior després d'haver guanyat tres títols de Grand Slam en les proves individuals durant la mateixa temporada i tots quatre en dobles masculins, però aquests resultats no van tenir continuïtat com a professional ja que ni tan sols va aconseguir disputar una final individual.
Després de la seva retirada, es va traslladar a Hong Kong l'any 2003 per exercir com a entrenador de tennis, però també va començar a jugar a cricket. El seu rendiment fou molt bo i va arribar a ser nomenat millor jugador de la lliga la temporada 2005-06 i escollit per formar part de la selecció nacional de Hong Kong.

## Torneigs de Grand Slam

### Dobles masculins: 1 (0−1)
| Resultat  | Núm. | Any  | Torneig          | Parella       | Oponents            | Marcador      |
| --------- | ---- | ---- | ---------------- | ------------- | ------------------- | ------------- |
| Finalista | 1.   | 1989 | Open d'Austràlia | Darren Cahill | Rick Leach Jim Pugh | 4−6, 4−6, 4−6 |

### Dobles mixts: 1 (0−1)
| Resultat  | Núm. | Any  | Torneig   | Parella     | Oponents              | Marcador      |
| --------- | ---- | ---- | --------- | ----------- | --------------------- | ------------- |
| Finalista | 1.   | 1989 | Wimbledon | Jenny Byrne | Jana Novotná Jim Pugh | 6−4, 5−7, 4−6 |

## Palmarès

### Dobles masculins: 30 (18−12)
| Llegenda (pre/post 2009)                                 |
| -------------------------------------------------------- |
| Grand Slams (0−1)                                        |
| Tennis Masters Cup / ATP Finals (0−0)                    |
| ATP Masters Series / ATP World Tour Masters 1000 (2−4)   |
| ATP International Series Gold / ATP World Tour 500 (3−0) |
| ATP International Series / ATP World Tour 250 (13−7)     |

| Títols per superfície |
| --------------------- |
| Dura (13−8)           |
| Gespa (3−1)           |
| Terra batuda (0−2)    |
| Moqueta (2−1)         |

| Resultat  | Núm. | Data                   | Torneig                         | Superfície   | Parella           | Oponents                       | Marcador      |
| --------- | ---- | ---------------------- | ------------------------------- | ------------ | ----------------- | ------------------------------ | ------------- |
| Finalista | 1.   | 16 de juny de 1986     | Londres, Regne Unit             | Gespa        | Darren Cahill     | Kevin Curren Guy Forget        | 2−6, 6−7      |
| Guanyador | 1.   | 24 d'agost de 1986     | Cincinnati, Estats Units        | Dura         | Kim Warwick       | Christo Steyn Danie Visser     | 6−3, 6−4      |
| Finalista | 2.   | 27 d'octubre de 1986   | Hong Kong, Hong Kong            | Dura         | Pat Cash          | Mike De Palmer Gary Donnelly   | 6−7, 7−6, 5−7 |
| Guanyador | 2.   | 12 d'octubre de 1987   | Sydney, Austràlia               | Dura (i)     | Darren Cahill     | Boris Becker Robert Seguso     | 6−3, 6−2      |
| Guanyador | 3.   | 27 d'octubre de 1987   | Hong Kong                       | Dura         | Jim Pugh          | Martin Davis Brad Drewett      | 6−7, 6−4, 6−2 |
| Guanyador | 4.   | 28 de desembre de 1987 | Adelaida, Austràlia             | Dura         | Darren Cahill     | Carl Limberger Mark Woodforde  | 4−6, 6−2, 7−5 |
| Guanyador | 5.   | 4 de gener de 1988     | Sydney, Austràlia               | Gespa        | Darren Cahill     | Joey Rive Bud Schultz          | 7−6, 6−4      |
| Finalista | 3.   | 9 de gener de 1989     | Adelaida                        | Dura         | Glenn Layendecker | Neil Broad Stefan Kruger       | 2−6, 6−7      |
| Finalista | 4.   | 16 de gener de 1989    | Open d'Austràlia, Austràlia     | Dura         | Darren Cahill     | Rick Leach Jim Pugh            | 4−6, 4−6, 4−6 |
| Guanyador | 6.   | 12 de juny de 1989     | Londres                         | Gespa        | Darren Cahill     | Tim Pawsat Laurie Warder       | 7−6, 6−3      |
| Guanyador | 7.   | 7 d'agost de 1989      | Stratton Mountain, Estats Units | Dura         | Wally Masur       | Pieter Aldrich Danie Visser    | 6−3, 5−7, 7−6 |
| Guanyador | 8.   | 2 d'octubre de 1989    | Brisbane, Austràlia             | Dura         | Darren Cahill     | Broderick Dyke Simon Youl      | 6−4, 5−7, 6−0 |
| Finalista | 5.   | 15 d'octubre de 1989   | Sydney                          | Dura (i)     | Darren Cahill     | David Pate Scott Warner        | 3−6, 7−6, 5−7 |
| Guanyador | 9.   | 14 de gener de 1990    | Sydney (2)                      | Dura         | Pat Cash          | Pieter Aldrich Danie Visser    | 6−4, 7−5      |
| Guanyador | 10.  | 26 de febrer de 1990   | Memphis, Estats Units           | Dura (i)     | Darren Cahill     | Udo Riglewski Michael Stich    | 7−5, 6−2      |
| Guanyador | 11.  | 9 d'abril de 1990      | Tòquio, Japó                    | Dura         | Wally Masur       | Kent Kinnear Brad Pearce       | 3−6, 6−3, 6−4 |
| Guanyador | 12.  | 6 de maig de 1990      | Singapur, Singapur              | Dura         | Jason Stoltenberg | Todd Woodbridge Brad Drewett   | 6−1, 6−0      |
| Guanyador | 13.  | 25 de juny de 1990     | Manchester, Regne Unit          | Gespa        | Jason Stoltenberg | Nick Brown Kelly Jones         | 6−3, 2−6, 6−4 |
| Guanyador | 14.  | 9 de setembre de 1990  | Newport, Estats Units           | Gespa        | Darren Cahill     | Todd Nelson Bryan Shelton      | 7−6, 6−2      |
| Guanyador | 15.  | 6 d'octubre de 1990    | Cincinnati (2)                  | Dura         | Darren Cahill     | Neil Broad Gary Muller         | 7−6, 6−2      |
| Finalista | 6.   | 29 d'octubre de 1990   | París, França                   | Moqueta      | Darren Cahill     | Scott Davis David Pate         | 7−5, 3−6, 4−6 |
| Finalista | 7.   | 7 de gener de 1991     | Sydney                          | Dura         | Darren Cahill     | Scott Davis David Pate         | 6−3, 3−6, 2−6 |
| Finalista | 8.   | 6 de gener de 1992     | Adelaida (2)                    | Dura         | Jason Stoltenberg | Goran Ivanišević Marc Rosset   | 6−7, 6−7      |
| Finalista | 9.   | 18 de maig de 1992     | Roma, Itàlia                    | Terra batuda | Wayne Ferreira    | Jakob Hlasek Marc Rosset       | 4−6, 6−3, 1−6 |
| Guanyador | 16.  | 14 de febrer de 1993   | Milà, Itàlia                    | Moqueta      | Wally Masur       | Tom Nijssen Cyril Suk          | 4−6, 6−3, 6−4 |
| Guanyador | 17.  | 21 de febrer de 1993   | Stuttgart, Alemanya Occidental  | Moqueta      | Wally Masur       | Steve Devries David Macpherson | 6−3, 7−6      |
| Finalista | 10.  | 17 de maig de 1993     | Roma (2)                        | Terra batuda | Wayne Ferreira    | Jacco Eltingh Paul Haarhuis    | 4−6, 6−7      |
| Guanyador | 18.  | 10 de gener de 1994    | Adelaida (2)                    | Dura         | Andrew Kratzmann  | David Adams Byron Black        | 6−4, 6−3      |
| Finalista | 11.  | 16 de gener de 1994    | Sydney (2)                      | Dura         | Laurie Warder     | Darren Cahill Sandon Stolle    | 1−6, 6−7      |
| Finalista | 12.  | 15 d'agost de 1994     | Cincinnati                      | Dura         | Wayne Ferreira    | Alex O'Brien Sandon Stolle     | 7−6, 3−6, 2−6 |

### Dobles mixts: 1 (0−1)
| Resultat  | Núm. | Data               | Torneig               | Superfície | Parella     | Oponents              | Marcador      |
| --------- | ---- | ------------------ | --------------------- | ---------- | ----------- | --------------------- | ------------- |
| Finalista | 1.   | 26 de juny de 1989 | Wimbledon, Regne Unit | Gespa      | Jenny Byrne | Jana Novotná Jim Pugh | 6−4, 5−7, 4−6 |

## Trajectòria

### Individual
| Open d'Austràlia | 1R  | 2R  | 1R  | Q3  | NC   | 4R   | 3R  | 2R    | 1R    | 1R   | Q2  | Q2  | 0 / 8   | 7 − 8   |
| Roland Garros | A   | A   | 1R  | A   | 1R   | 1R   | A   | 1R    | 1R    | A    | A   | A   | 0 / 5   | 0 − 5   |
| Wimbledon | A   | Q1  | 2R  | Q2  | 3R   | Q3   | A   | 2R    | 3R    | 1R   | Q1  | Q1  | 0 / 5   | 6 − 5   |
| US Open | A   | A   | A   | A   | 1R   | A    | A   | 1R    | 2R    | A    | A   | A   | 0 / 3   | 1 − 3   |
| Total Victòries–Derrotes | 0−3 | 1−3 | 2−6 | 4−3 | 5−10 | 8−14 | 3−6 | 11−14 | 20−23 | 5−13 | 0−1 | 0−0 | 59 – 96 | 59 – 96 |
| Rànquing a final d'any | –   | 616 | 246 | 209 | 142  | 182  | 150 | 122   | 75    | 208  | 572 | –   |         |         |
| Llegenda: G: Guanyador; F: Finalista; SF: Semifinalista; QF: Quarts de final; Q: Qualificació; A: Absent; RR: Round Robin; NC: No celebrat |     |     |     |     |      |      |     |       |       |      |     |     |         |         |

### Dobles masculins
| Open d'Austràlia | 1R  | 2R  | 2R  | 1R   | NC    | QF    | 3R   | F     | QF    | 3R    | 2R    | SF    | 3R    | 2R  | 0 / 13    | 24 − 13   |
| Roland Garros | A   | A   | 2R  | 2R   | 2R    | 3R    | A    | 1R    | 1R    | 2R    | SF    | QF    | 2R    | A   | 0 / 10    | 14 − 10   |
| Wimbledon | A   | Q2  | 1R  | 1R   | 2R    | QF    | A    | QF    | 1R    | 3R    | QF    | 2R    | 1R    | A   | 0 / 10    | 13 − 10   |
| US Open | A   | A   | 1R  | A    | 1R    | 1R    | A    | QF    | 1R    | 1R    | 2R    | 2R    | 1R    | A   | 0 / 9     | 5 − 9     |
| Tennis Masters Cup | A   | A   | A   | A    | A     | A     | A    | A     | RR    | A     | SF    | RR    | A     | A   | 0 / 3     | 3 − 7     |
| Total Victòries–Derrotes | 0−2 | 1−4 | 3−8 | 5−10 | 20−16 | 24−19 | 13−5 | 37−14 | 49−21 | 17−23 | 43−30 | 30−24 | 24−24 | 1−2 | 267 – 202 | 267 – 202 |
| Rànquing a final d'any | 409 | 289 | 130 | 164  | 35    | 43    | 124  | 13    | 7     | 62    | 14    | 13    | 43    | 721 |           |           |
| Llegenda: G: Guanyador; F: Finalista; SF: Semifinalista; QF: Quarts de final; Q: Qualificació; A: Absent; RR: Round Robin; NC: No celebrat |     |     |     |      |       |       |      |       |       |       |       |       |       |     |           |           |

### Dobles mixts
| Open d'Austràlia | No celebrat | No celebrat | No celebrat | 2R | 1R | 1R | 2R | SF | QF | 1R | A  | 1R | 0 / 8 | 7 − 8  |
| Roland Garros | 2R          | A           | 2R          | A  | A  | A  | A  | A  | QF | A  | 1R | A  | 0 / 4 | 5 − 4  |
| Wimbledon | 1R          | 1R          | A           | 1R | A  | F  | 1R | 2R | 2R | SF | 1R | A  | 0 / 9 | 11 − 9 |
| US Open | 1R          | A           | 1R          | A  | A  | 1R | A  | 1R | 2R | QF | A  | A  | 0 / 6 | 2 − 6  |
| Llegenda: G: Guanyador; F: Finalista; SF: Semifinalista; QF: Quarts de final; Q: Qualificació; A: Absent; RR: Round Robin; NC: No celebrat |             |             |             |    |    |    |    |    |    |    |    |    |       |        |